# Sotsäckspinnare
Sotsäckspinnare (Canephora hirsuta) är en fjärilsart som beskrevs av Nikolaus Poda von Neuhaus 1761. Sotsäckspinnare ingår i släktet Canephora och familjen säckspinnare. Enligt den finländska rödlistan är arten nära hotad i Finland. Arten är reproducerande i Sverige. Artens livsmiljö är åsmoskogar. Inga underarter finns listade i Catalogue of Life.

## Bildgalleri

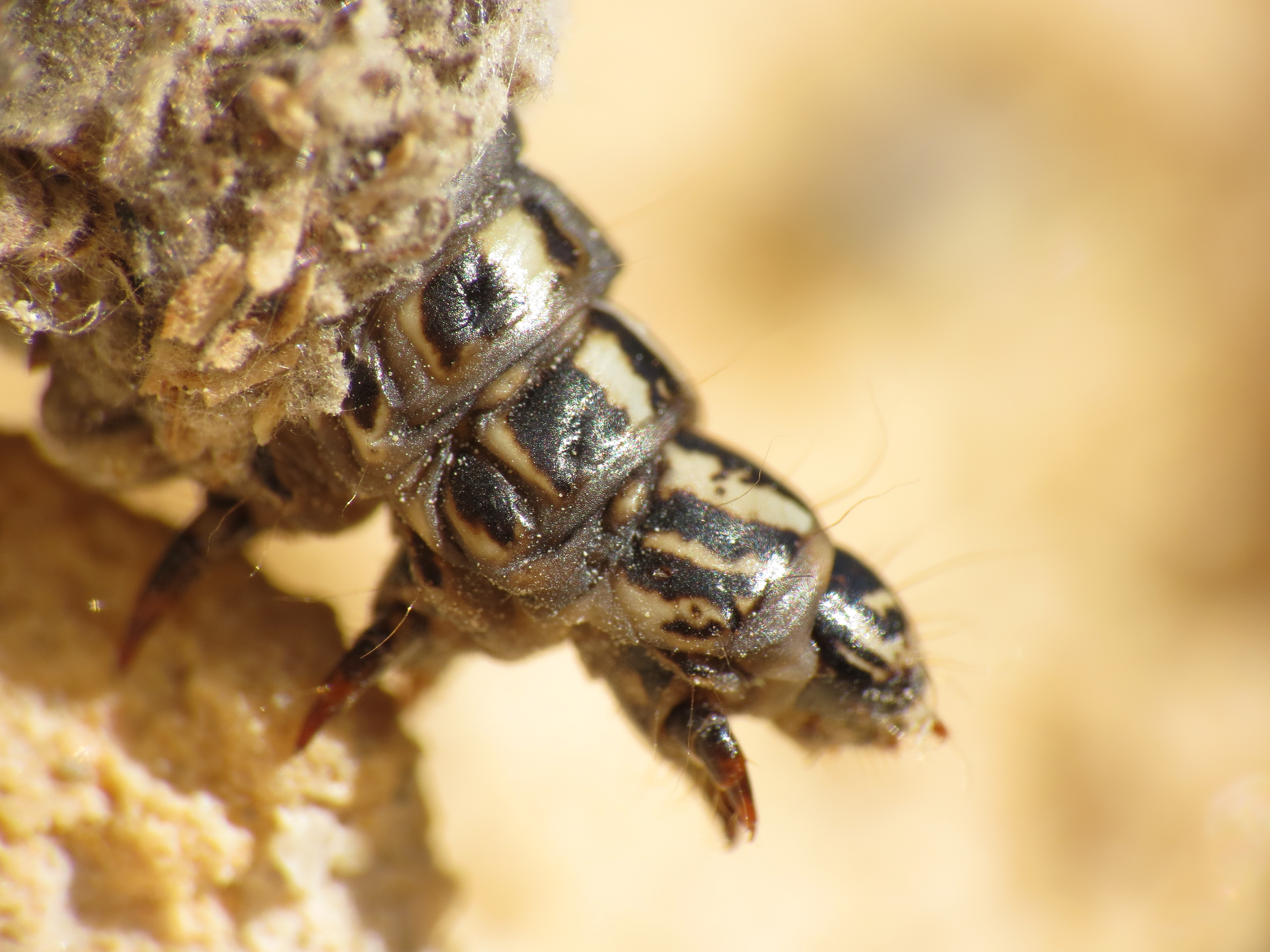